# Camptopterohelea hoogstraali
Camptopterohelea hoogstraali är en tvåvingeart som beskrevs av Wirth och Hubert 1960. Camptopterohelea hoogstraali ingår i släktet Camptopterohelea och familjen svidknott. Inga underarter finns listade i Catalogue of Life.